# FICON
FICON ist die Abkürzung für Fibre Connection.
FICON wurde von IBM entwickelt und ist mittlerweile nach ANSI als FC-SB-3 Single-Byte Command Code Sets-3 Mapping Protocol für Fibre Channel (FC) standardisiert. Es handelt sich dabei um ein Host-Channel-System für den Anschluss von Disk Arrays, Bandlaufwerken und Druckern an Großrechner. Durch FICON wird das ESCON-Protokoll auf Fibre Channel in dessen FC-4 Layer abgebildet. Dadurch werden die (gegenüber ESCON) höheren Datenraten von Fibre Channel für Großrechner nutzbar. Weiterhin ist es durch FICON möglich geworden, Storage Area Networks auf der Basis von Fibre Channel aufzubauen, in denen sich Großrechner und UNIX/MS Windows-Server die Ressourcen teilen. Die Datenübertragungsrate von FICON beträgt zwischen 2 und 8 Gb/s je FICON Kanal. Große Mainframesysteme haben über 300 FICON-Kanäle.
Nur sehr wenige Hersteller von IT-Peripherie wie zum Beispiel Platten-Arrays, Bandsystemen und Druckern haben für ihre Produkte FICON-Anschlussmöglichkeiten entwickelt. Aufgrund der verhältnismäßig geringen Anzahl von Großrechnerkunden lohnt sich diese Entwicklung für viele Anbieter nicht. Daher gibt es nur wenige Hersteller neben IBM, deren Produkte über FICON an Großrechner angebunden werden können. FICON-Adapterkarten werden aber inzwischen von verschiedenen Herstellern angeboten, so dass sich künftig auch für Großrechnerkunden die Anbindungsalternativen über FICON verbessern werden.

## Systeme mit FICON-Anschluss
Auswahl an Festplatten-basierten Speichersystemen, die über FICON angesprochen werden können:
- Dell EMC VMAX und PowerMax
- EMC DMX und Symmetrix
- Hewlett Packard XP24000/XP20000 Disk Array
- Hitachi Data Systems Lightning
- Hitachi Data Systems Universal Storage Platform
- Hitachi Virtual Storage Platform
- IBM System Storage - IBM Enterprise Storage Server (Shark)
- IBM System Storage DS6000
- IBM System Storage DS8000
- INFINIDAT InfiniBox
- Sun StorageTek V2X4f

Auswahl an Bandsystemen (Tape Storage) mit FICON:
- IBM Virtual Tape Server (VTS)
- IBM UltraScalable Tape Library
- Sun StorageTek Virtual Storage Manager (VSM)
- Bus-Tech MAS und MDL Virtual Tape Library
- Dell EMC DLm Virtual Tape Library
- Optica z/VT Virtual Tape Library
- Luminex MVT Virtual Tape Library

Auswahl an Switches mit FICON-Anschluss:
- Cisco MDS 9000 Series

Weitere Hersteller, die Geräte mit FICON-Interface anbieten, sind Brocade, Optica Technologies, Luminex und Andere. Die InfoPrint Solutions Company bietet für seine Hochleistungs-Drucksysteme ebenfalls Anschlussmöglichkeiten über FICON.